# Волков, Георгий Дмитриевич
Георгий Дмитриевич Волков (1894—1937) — российский и советский военачальник, комбриг.

## Биография
Родился в русской семье лекарского помощника, фельдшера. В 1915 окончил реальное училище в Перми. До военной службы работал домашним учителем. В сентябре 1915 призван в царскую армию. В январе 1916 окончил Казанское военное училище и назначен младшим офицером в 107-й запасный батальон. Участник Первой мировой войны, командовал ротой 322-го Солигалического пехотного полка. После Февральской революции в 1917 член полкового и дивизионного комитетов, затем председатель полкового комитета. После Октябрьской революции в том же году избран командиром полка.
В Красной армии с июля 1918, участник Гражданской войны. Воевал на Восточном и Южном фронтах. В 1918 командир батальона 3-го Пермского стрелкового полка, помощник командира 90-го, а затем 89-го стрелковых полков; в 1919—1920 командир 270-го Белорецкого стрелкового полка 30-й стрелковой дивизии, временно исполняющий должность командира 90-й бригады той же дивизии. В боях получил ранение и контузию.
После Гражданской войны на ответственных должностях в РККА. В 1922 командир 90-го стрелкового полка. С марта 1923 командир 297-го Уманского стрелкового (с февраля 1924 — 297-го территориального стрелкового) полка 99-й территориальной стрелковой дивизии. Член ВКП(б) с 1928 (по другим данным с 1930). В 1926 окончил Высшую стрелково-тактическую школу «Выстрел», в 1930 КУВНАС при Военной академии имени М. В. Фрунзе. С марта 1931 помощник командира 23-й Харьковской стрелковой дивизии. С января 1933 командир Криворожской (затем 41-й) стрелковой дивизии.
Арестован НКВД 9 сентября 1937 (по другим данным 10 октября 1937). Военной коллегией Верховного суда СССР (вероятно выездной сессией на территории УССР) 20 ноября 1937 по обвинению в участии в военном заговоре приговорён к ВМН. Приговор приведён в исполнение на следующий день. Определением Военной коллегии от 21 ноября 1957 (на 20-летие со дня расстрела) посмертно реабилитирован.
Жена — Евдокия Ивановна Волкова (1896 или 1897 г.р.) в декабре 1937 года была осуждена как член семьи изменника Родины к восьми годам лагерей.

### Звания
- поручик;
- комбриг (1935).

### Награды
- орден Святого Станислава 3-й степени;
- орден Святого Станислава 2-й степени;
- орден Святой Анны 4-й степени.